# La Horgne
La Horgne ist eine französische Gemeinde mit 152 Einwohnern (Stand: 1. Januar 2022) im Département Ardennes in der Region Grand Est (vor 2016 Champagne-Ardenne). Sie gehört zum Kanton Nouvion-sur-Meuse im Arrondissement Charleville-Mézières. 

## Lage
La Horgne liegt etwa 20 Kilometer südlich von Charleville-Mézières. Durch die Gemeinde führt der Canal des Ardennes. Umgeben wird La Horgne von den Nachbargemeinden Poix-Terron im Westen und Norden, Singly im Nordosten und Osten, Villers-le-Tilleul im Osten und Südosten sowie Baâlons im Süden.

## Bevölkerungsentwicklung
| Jahr                       | 1962 | 1968 | 1975 | 1982 | 1990 | 1999 | 2006 | 2019 |
| -------------------------- | ---- | ---- | ---- | ---- | ---- | ---- | ---- | ---- |
| Einwohner                  | 67   | 53   | 53   | 81   | 107  | 106  | 179  | 168  |
| Quellen: Cassini und INSEE |      |      |      |      |      |      |      |      |

## Sehenswürdigkeiten

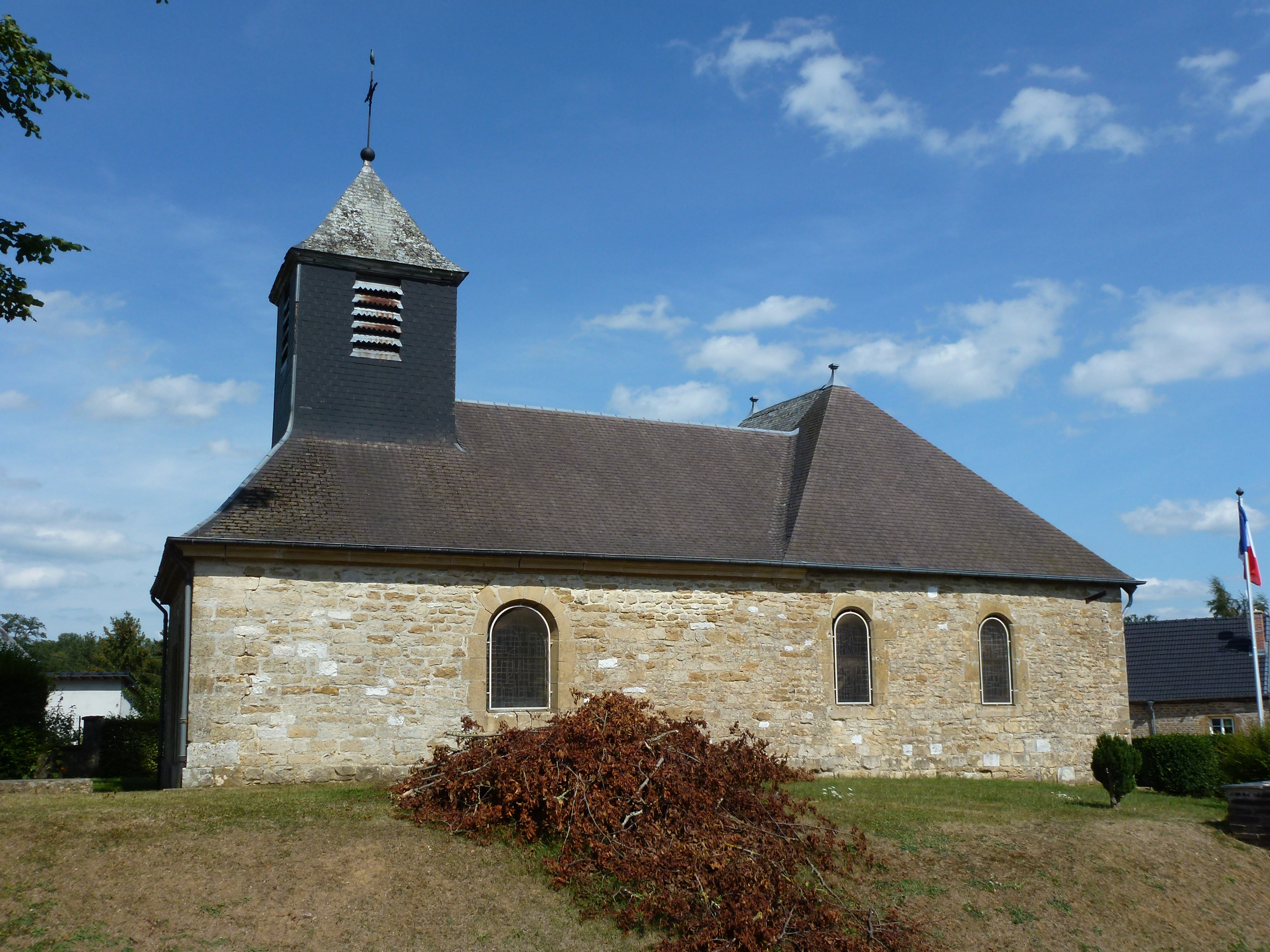
Kirche Notre-Dame

- Kirche Notre-Dame
- Soldatenfriedhof